# Édouard Corroyer

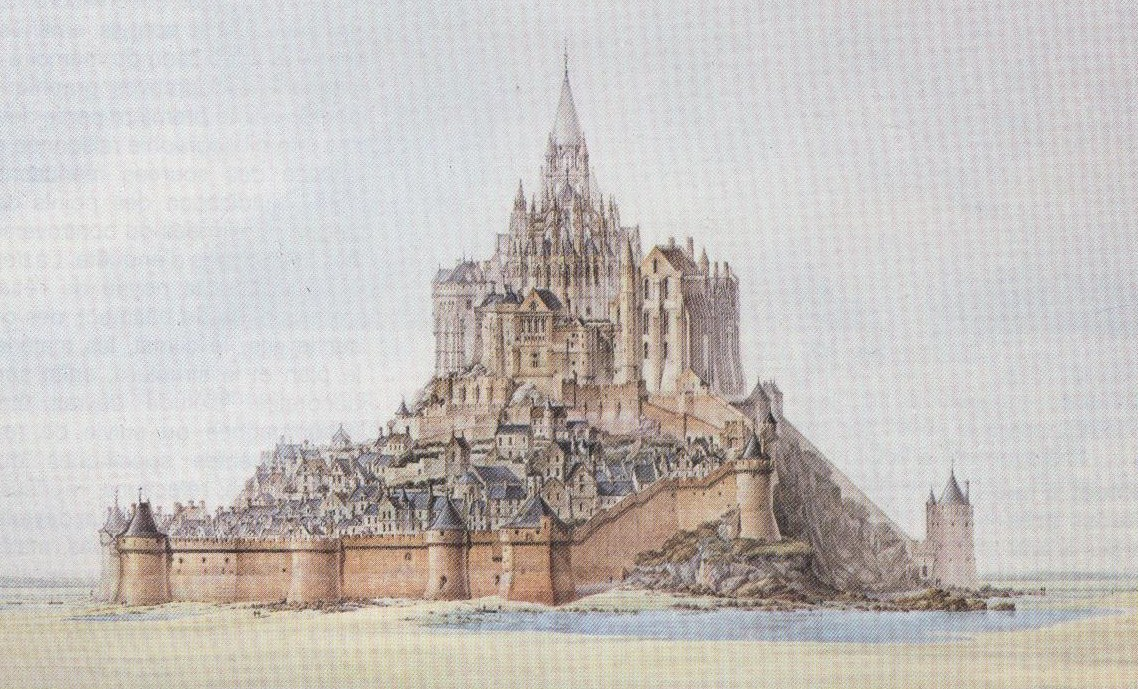
Zeichnung des Mont Saint-Michel von Corroyer, 1873

Édouard-Jules Corroyer (* 24. September 1835 in Amiens; † 30. Januar 1904 in Paris)  war ein französischer Architekt mit Schwerpunkt im Bereich kirchlicher Bauten und bei der Wiederherstellung von historischen Bauwerken.
Er war Schüler von Eugène Viollet-le-Duc. Zu seinen wichtigsten Werken gehört die Wiederherstellung der bis dahin als Gefängnis genutzten Abtei Mont Saint-Michel (ab 1874) und die Restaurierung der Kathedrale Saint-Gervais et Saint-Protais (ab 1879) in Soissons. 

## Ehrungen
- 1882 Ritter der Ehrenlegion
- 1896 Offizier der Ehrenlegion

## Werke
- Description de l’Abbaye du Mont Saint-Michel et de ses Abords, Paris, Dumoulin, 1872
- Histoire de l’architecture romane, 1888
- Histoire de l’architecture gothique, 1891